# Amazone (film, 1990)
Pour les articles homonymes, voir Amazone.
Pour plus de détails, voir Fiche technique et Distribution.
Amazone (Amazon) est un film américano-finlandais de Mika Kaurismäki, sorti en 1990.

## Synopsis
Un homme d'affaires veuf finlandais nommé Kari se rend au Brésil avec ses deux filles. Il commence à étudier la possibilité de démarrer une opération d'extraction d'or dans la forêt tropicale voisine avec Dan, un pilote expatrié américain. Paola, une habitante locale, le met cependant en garde contre les répercussions désastreuses de l'exploitation minière sur la jungle et ses habitants. 

## Fiche technique
- Titre : Amazone
- Titre original : Amazon
- Réalisateur : Mika Kaurismäki
- Scénaristes : Mika Kaurismäki et Richard Reitinger, avec la collaboration de John Reaves
- Producteurs : Mika Kaurismäki et Pentti Kouri
- Producteurs exécutifs : Klaus Heydemann et Bruce Marchfelder
- Musique : Naná Vasconcelos
- Montage : Michael Chandler
- Pays de production :  États-Unis,  Finlande
- Lieux de tournage : États-Unis, Finlande, Brésil, France, Canada, Allemagne et Royaume-Uni
- Dates de sortie :
  - Finlande : 14 décembre 1990
  - États-Unis : 12 septembre 1997
  - France : 12 août 1992[1]

## Distribution
- Kari Väänänen : Kari
- Rae Dawn Chong : Paola
- Robert Davi : Dan
- Pirkko Hämäläinen : Susanne
- Sidney Martins : Thief
- Ruy Polanah : Julio Cesar
- Aili Solvio : Lea
- Esai Morales

## Distinctions
- Prix Jussi : Meilleur son pour Jouko Lumme en 1991.